# Großschober
Der Großschober ist ein 3054 m ü. A. hoher Berggipfel der Rosenspitzegruppe in der Venedigergruppe in Osttirol (Österreich). Er liegt im Nordwesten Osttirols bzw. Südwesten der Gemeinde Prägraten am Großvenediger. Der Großschober wurde um 1854 erstmals durch Vermesser bestiegen. Die erste touristische Besteigung nahmen A. Langbein und O. Stroß am 7. August 1904 vor.

## Lage
Beim Großschober handelt es sich um den zweithöchsten Gipfel der Rosenspitzegruppe, in dessen östlichem Zentrum sie liegt. Der Großschober ist über seinen gezackten Südwestgrat und die Rasbachkarscharte (2931 m ü. A.) mit der Rosenspitze (3060 m ü. A.) verbunden. Ein zweiter Grat verläuft über das Rasenegg (2784 m ü. A.) und den Kleinschober (2806 m ü. A.) zum Umballtal. Bei der Westflanke des Großschobers handelt es sich um eine steile Grasflanke, die von Lawinenbahnen durchzogen ins Dabertal (Daberbach) abfällt. Im Osten erstreckt sich das Rasbachkar, wobei der Rasbach in den Großbach mündet.

## Aufstiegsmöglichkeiten
Der Normalweg auf den Großschober führt über die Daberlenke. Diese ist von der Neuen Reichenberger Hütte über den Rudolf-Tham-Weg oder nach etwas längerem Marsch von der Clarahütte über das Dabertal zugänglich. Der Aufstieg auf den Großschober erfolgt unmarkiert über die Sentenböden in die Rosenlenke. Danach wird ein Bergtrog gequert und nach der Südwestflanke der Südgrat erklommen (I). Eine weitere Anstiegsmöglichkeit besteht über die lawinengefährdeten, steilen Grashänge der Westflanke (I) bzw. mittels Gratübergang vom Nordostgipfel der Rosenspitze (unschwierig).